# Pristimantis eriphus
Pristimantis eriphus es una especie de anfibio anuro de la familia Craugastoridae.

## Distribución
Esta especie habita entre los 2160 y 2630 m de altitud en la ladera oriental de la Cordillera Oriental:
- en Ecuador en la provincia de Napo;
- en Colombia en el departamento de Putumayo.[4]

## Descripción
Los machos miden de 18.1 a 25.2 mm y las hembras de 25.8 a 29.0 mm.

## Publicación original
- Lynch & Duellman, 1980 : The Eleutherodactylus of the Amazonian slopes of the Ecuadorian Andes (Anura: Leptodactylidae). Miscellaneous Publication, Museum of Natural History, University of Kansas, vol. 69, p. 1-86[5]